# Hochschule Koblenz
Die Hochschule Koblenz ist eine staatliche Hochschule für Angewandte Wissenschaften in Rheinland-Pfalz. Sie wurde 1996 gegründet und ist in die drei Standorte Koblenz, Remagen sowie Höhr-Grenzhausen aufgeteilt. Die Wurzeln der heutigen Fachrichtung Werkstofftechnik Glas und Keramik in Höhr-Grenzhausen reichen jedoch bis ins 19. Jahrhundert zurück.

## Studiengänge
Die Hochschule Koblenz bietet in ihren sechs Fachbereichen (Ingenieurwesen; Wirtschaftswissenschaften; bauen-kunst-werkstoffe; Sozialwissenschaften; Wirtschafts- und Sozialwissenschaften; Mathematik, Informatik, Technik) mehr als 70 Studiengänge an, als Bachelor und Master sowie als Vollzeitstudium, duales/praxisintegriertes Studium oder Fernstudium.

## Standorte

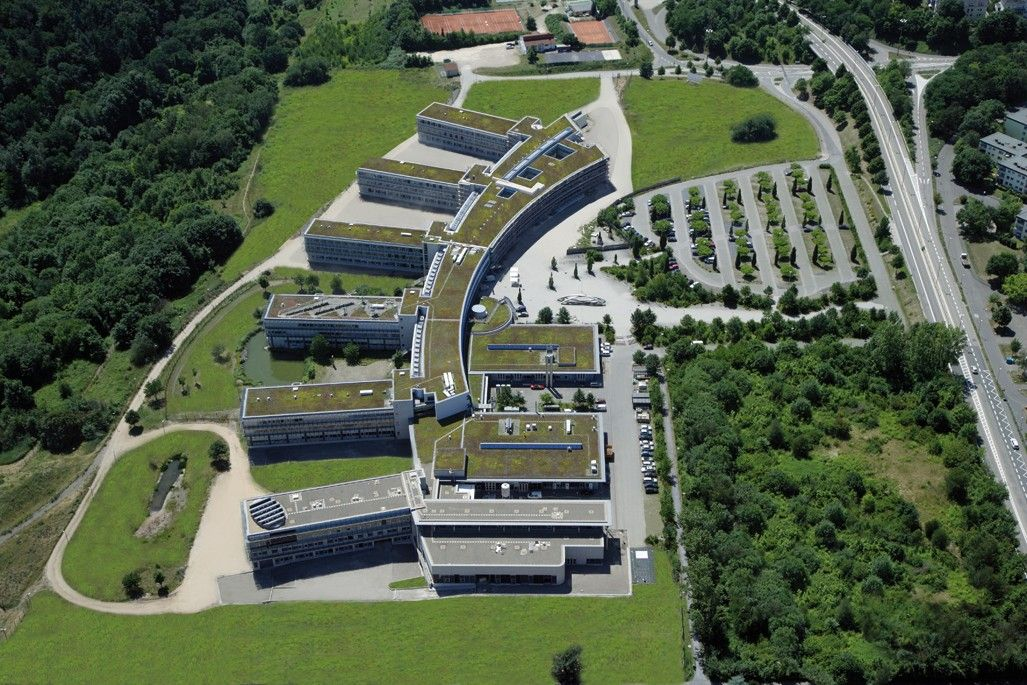
Der Campus Koblenz

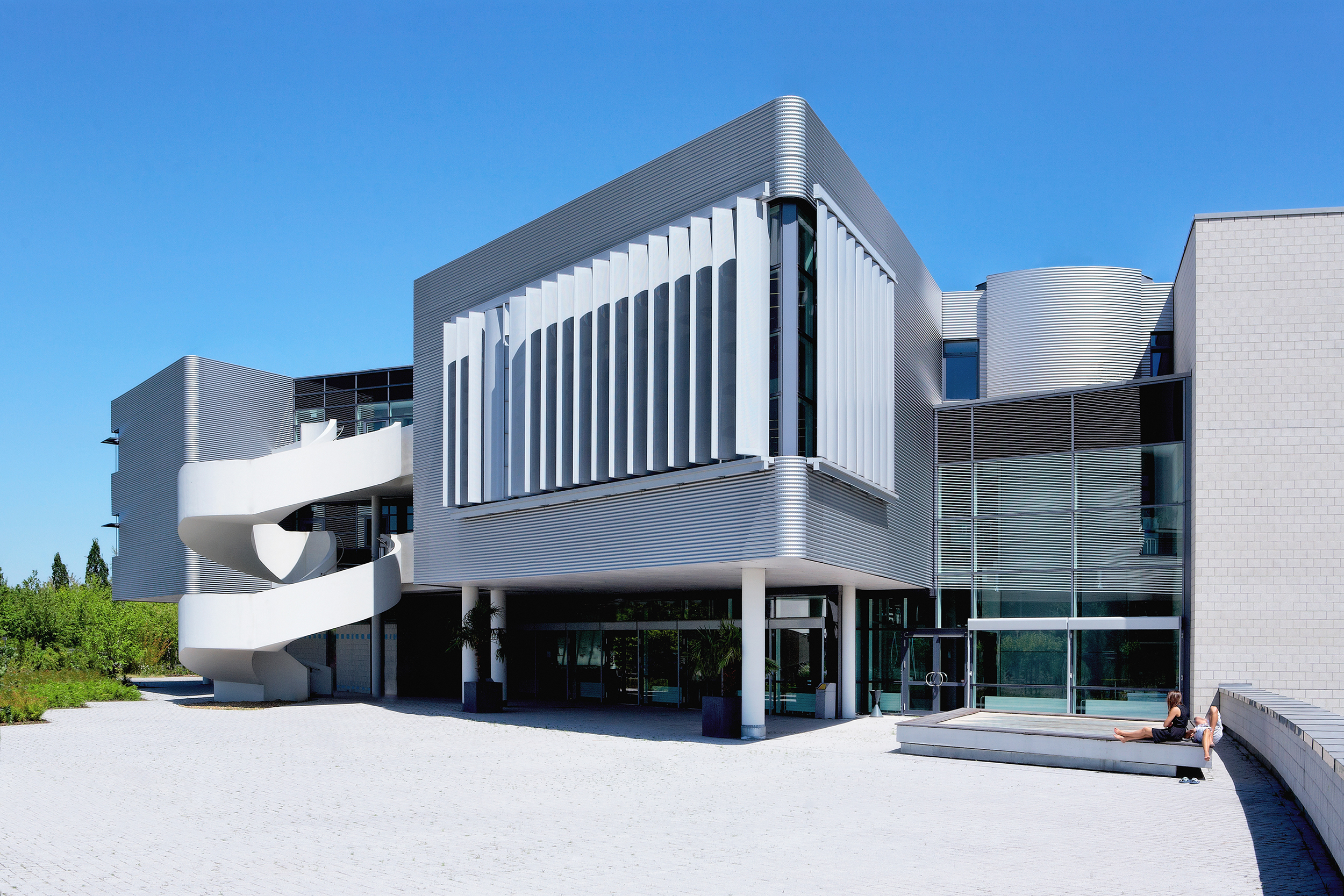
Der Campus Koblenz

Audimax am Campus Koblenz

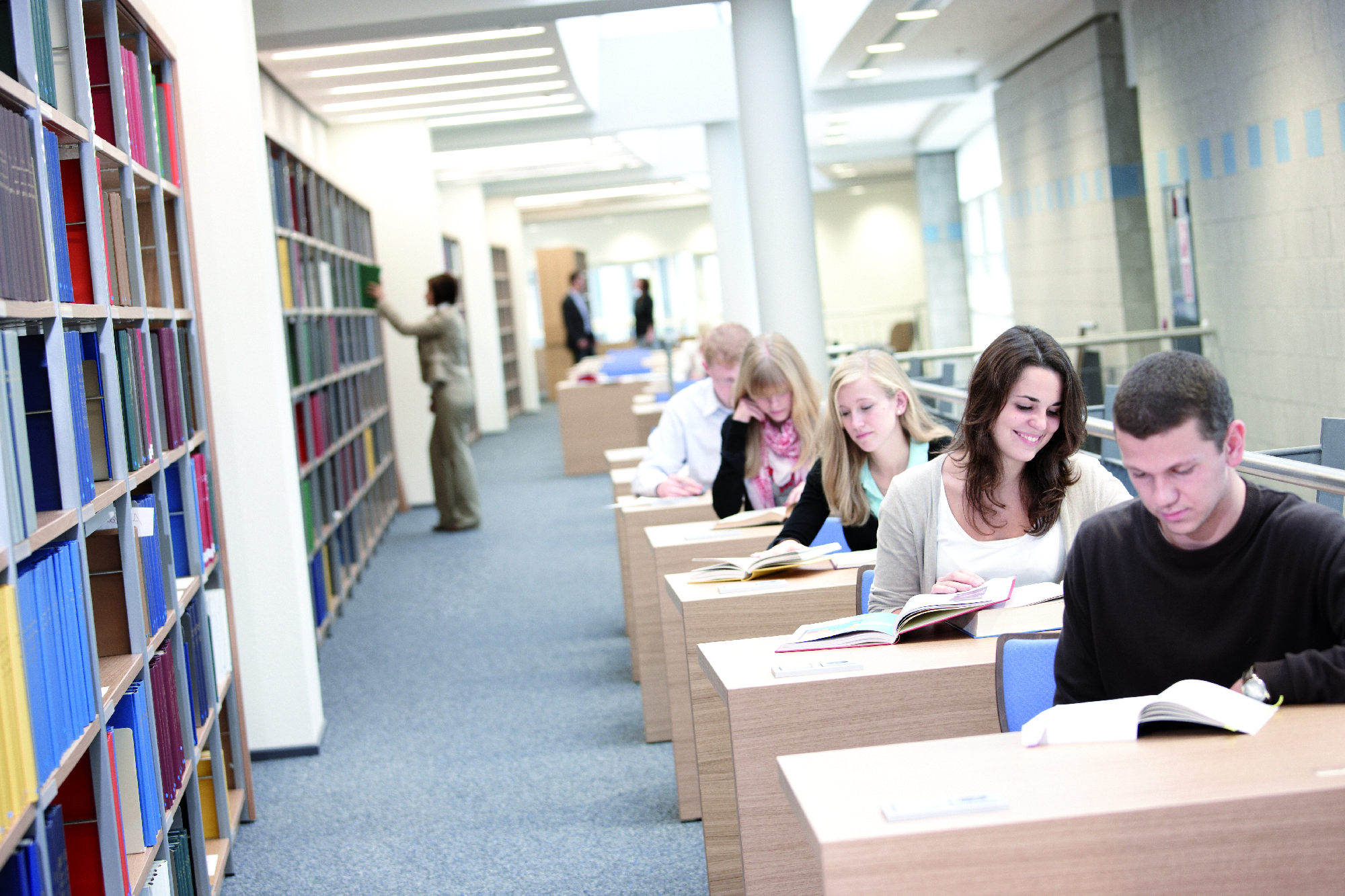
Bibliothek am Campus Koblenz

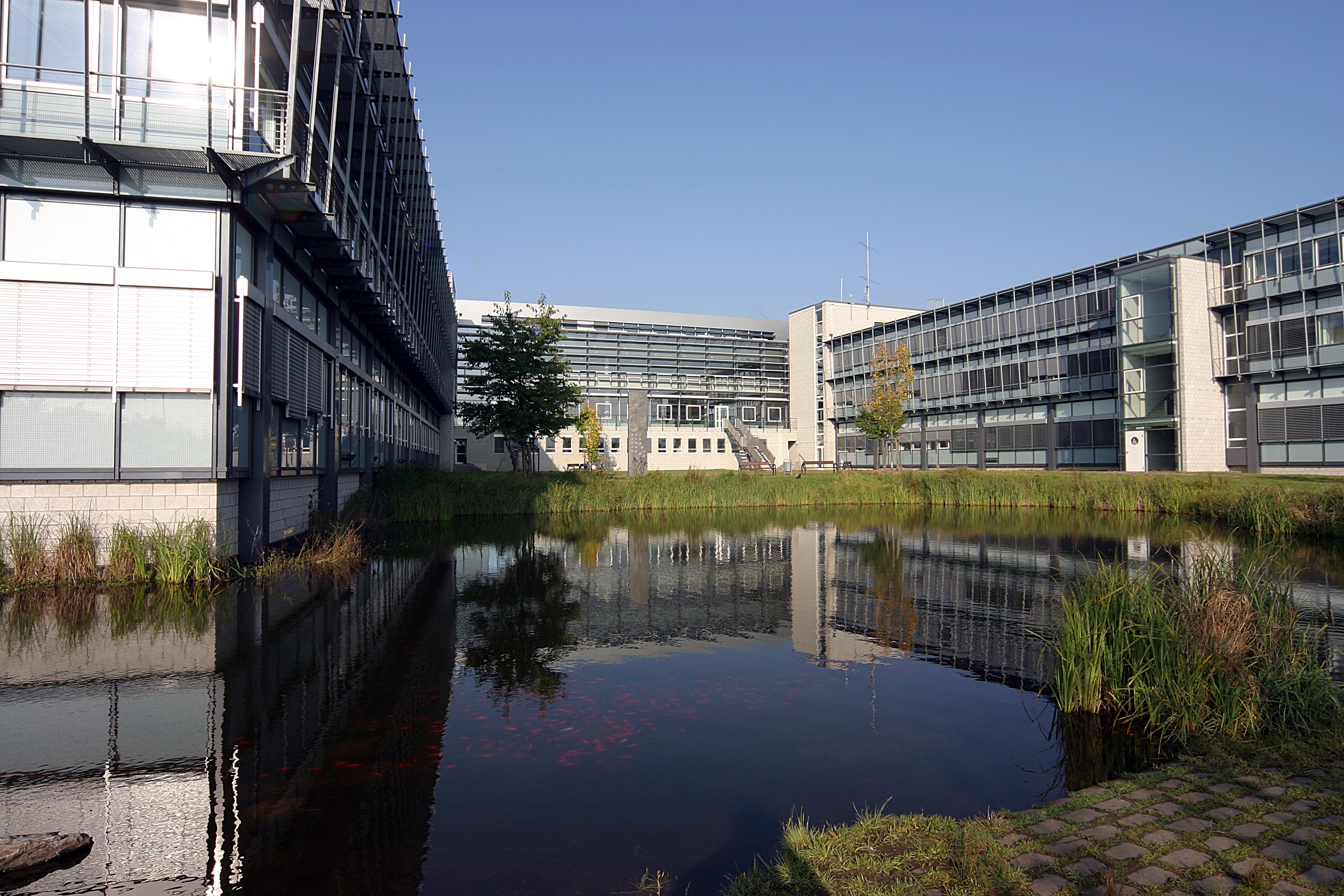
Außenbereich Campus Koblenz

Die Hochschule Koblenz ist in drei Standorte aufgeteilt: Koblenz, Remagen und Höhr-Grenzhausen

### Campus Koblenz
Am Standort (RheinMoselCampus) sind neben der Hochschulleitung und -verwaltung die folgenden Fachbereiche untergebracht:
- Ingenieurwesen mit den Fachrichtungen Maschinenbau, Elektrotechnik und Informationstechnik
- Wirtschaftswissenschaften
- bauen-kunst-werkstoffe mit den Fachrichtungen Bauingenieurwesen, Architektur
- Sozialwissenschaften

Zum Campus gehören ein Studierendenwohnheim und eine Kindertagesstätte. 

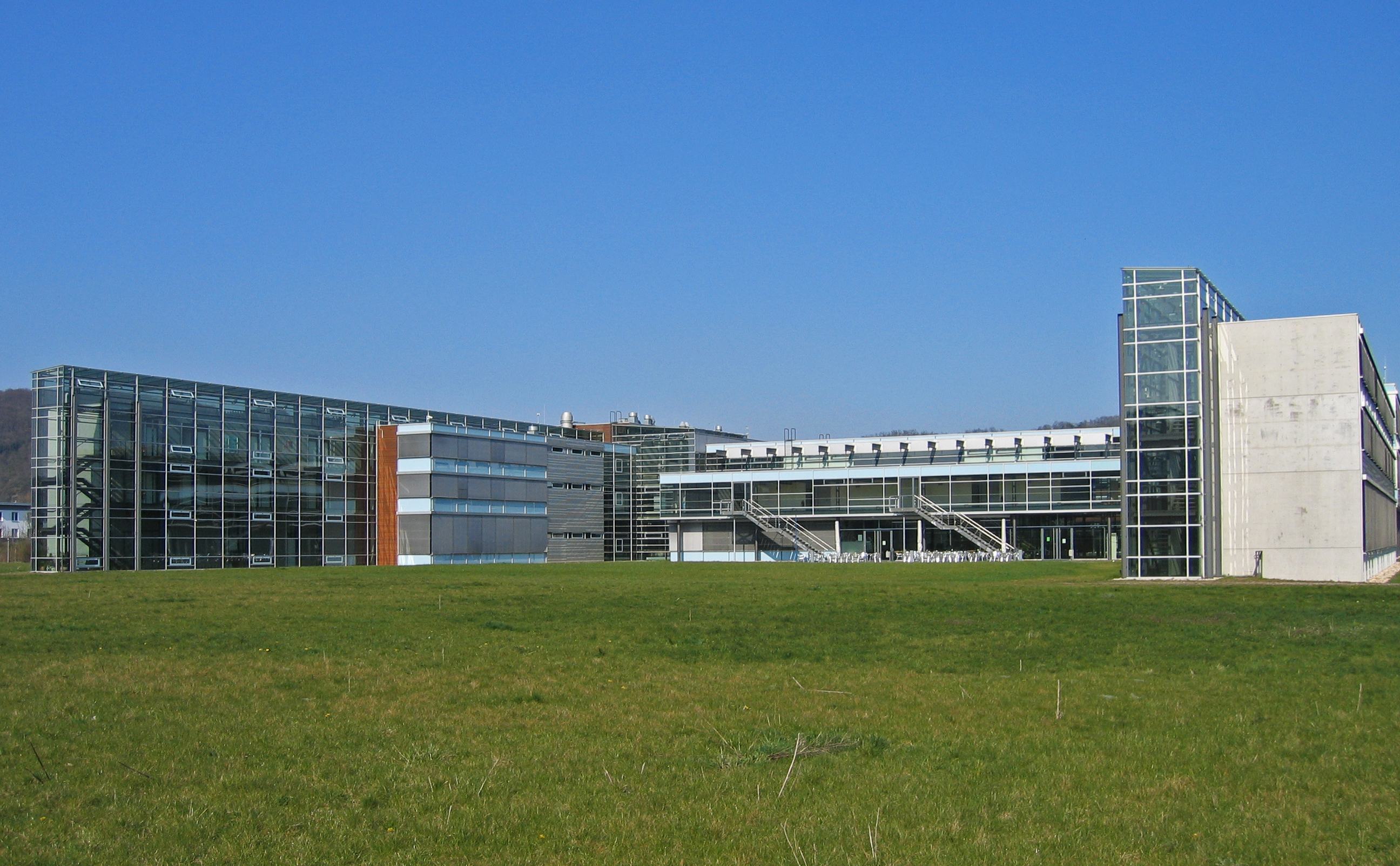
Campus in Remagen

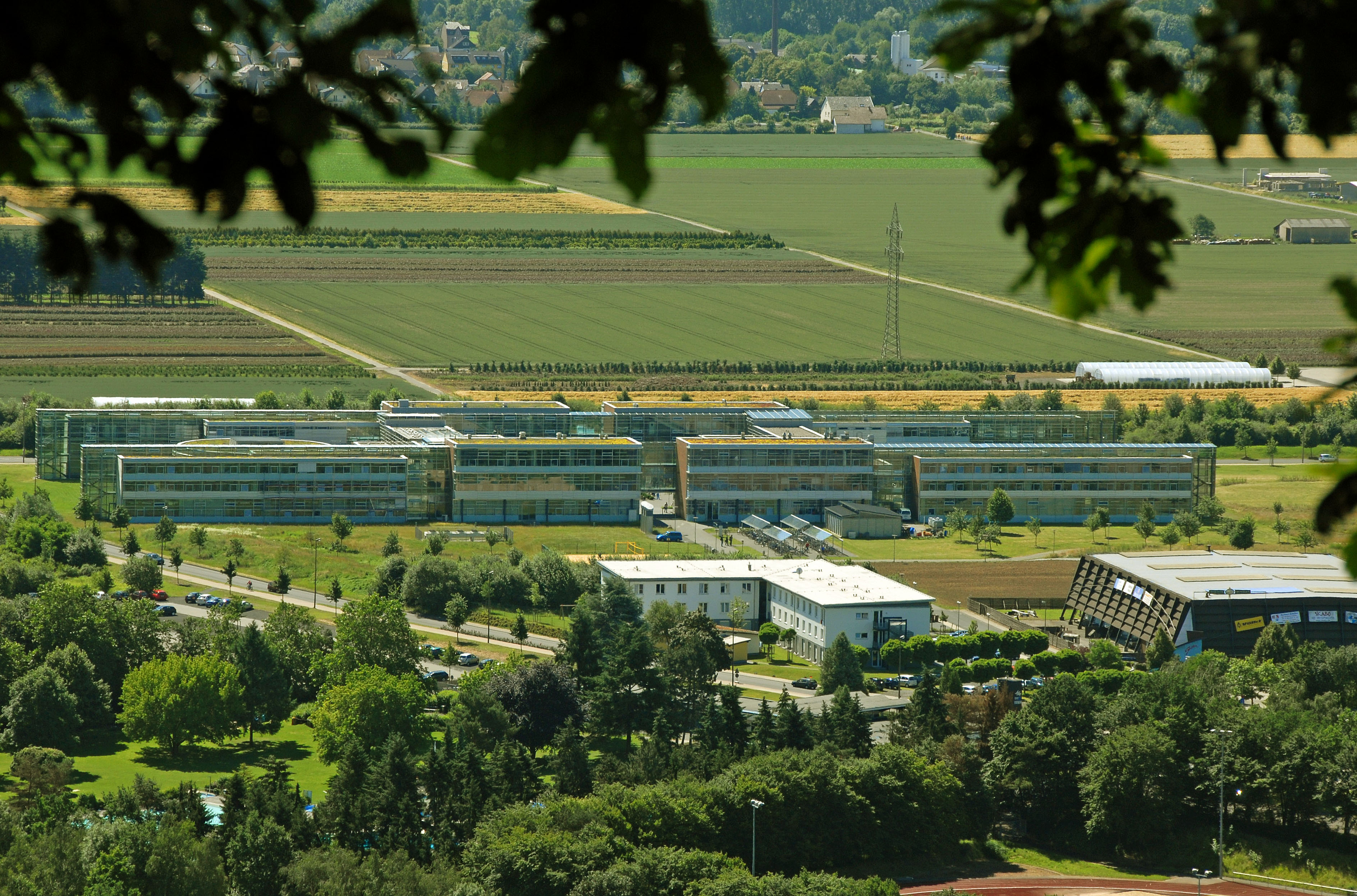
Der Campus Remagen – zu sehen sind auch Wohnheim, Kita, Beachvolleyballfeld, Tennisanlage sowie Teile von Freibad und Sportplatz

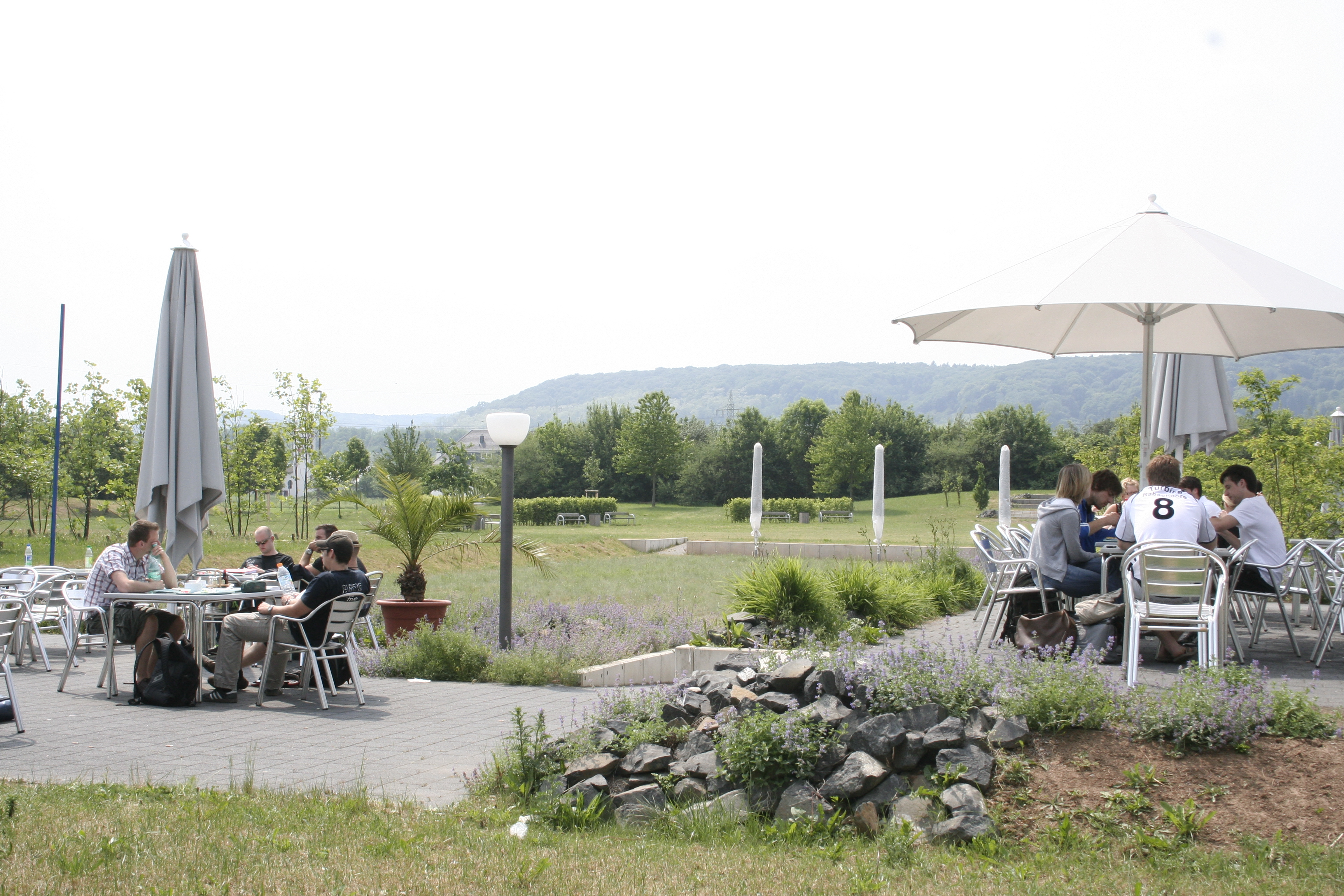
Mensa Außenbereich und Recreation Area

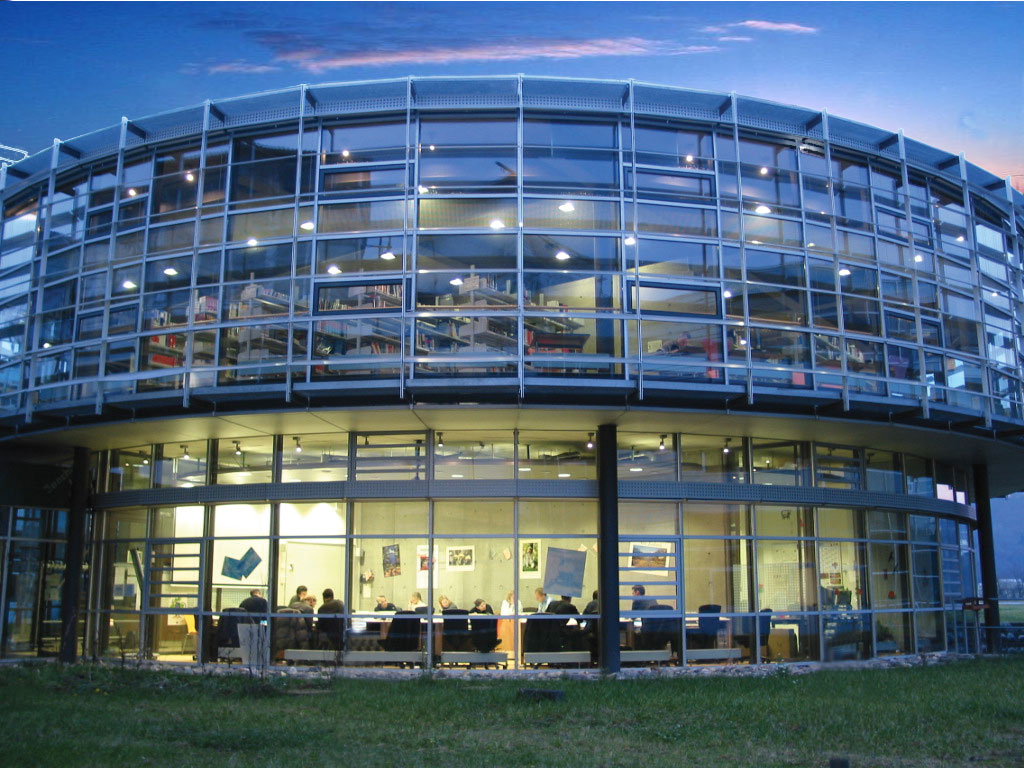
Bibliotheksgebäude bei Nacht

### Campus Remagen
Der Campus Remagen (Lage) wurde 1998 im Rahmen des Berlin/Bonn-Gesetz als Standort der Hochschule Koblenz in Remagen gegründet und umfasst zwei Fachbereiche: Mathematik, Informatik, Technik sowie Wirtschafts- und Sozialwissenschaften. Letzterer bietet auch ein MBA-Fernstudienprogramm mit wählbaren Schwerpunkten und ein Zertifikatsstudium an. 
Der Campus liegt unmittelbar am Rhein und in der Nähe der Ahr. Zum Campusgelände gehören ein Studierendenwohnheim, das Platz für 102 Studierende bietet und eine Kindertagesstätte für die Kinder der Studierenden und Hochschulangehörigen. Zum Campusgelände gehört eine Beach-Volleyball-Anlage; außerdem befinden sich in unmittelbarer Nähe eine Tennis-Anlage, ein Fußballplatz, ein Freibad und eine Reitschule.

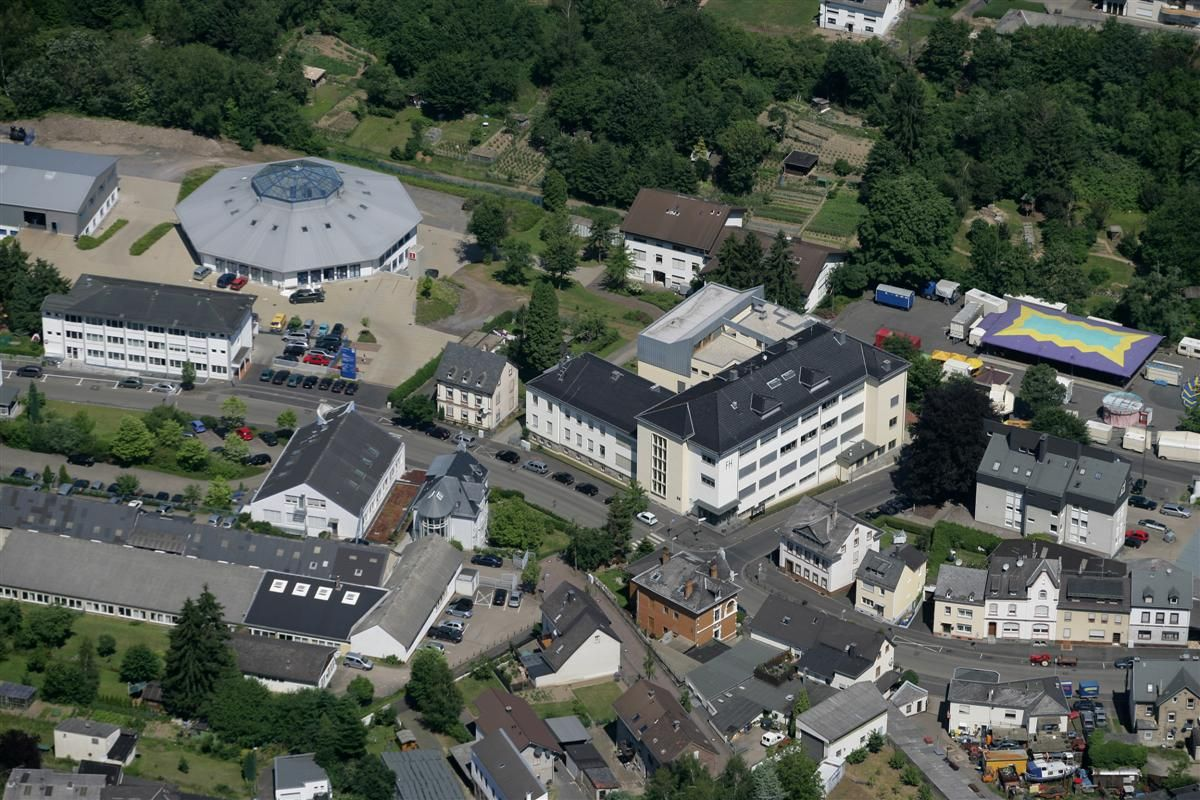
WesterwaldCampus Höhr-Grenzhausen

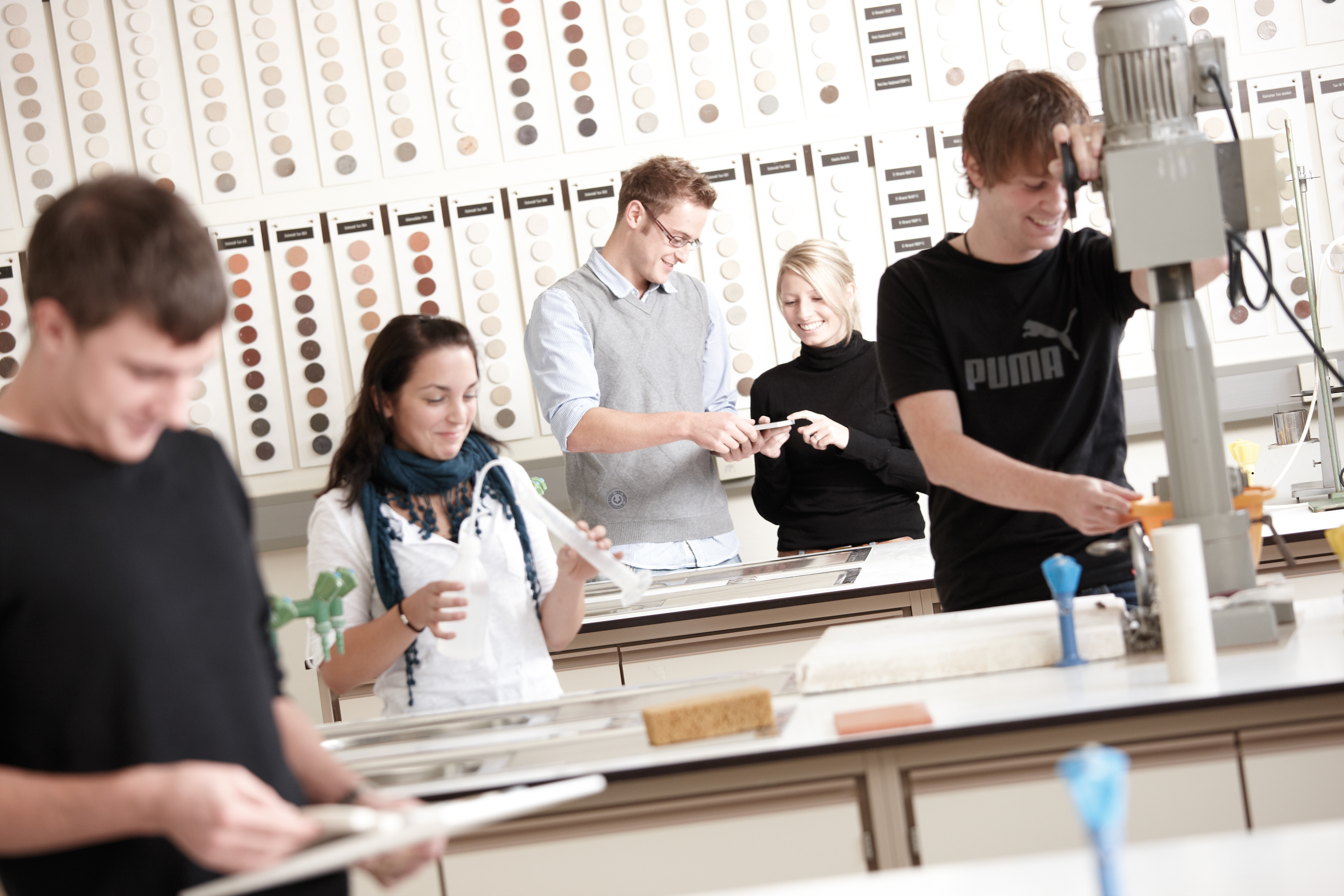
bauen-kunst-werkstoffe: Werkstofftechnik Glas und Keramik

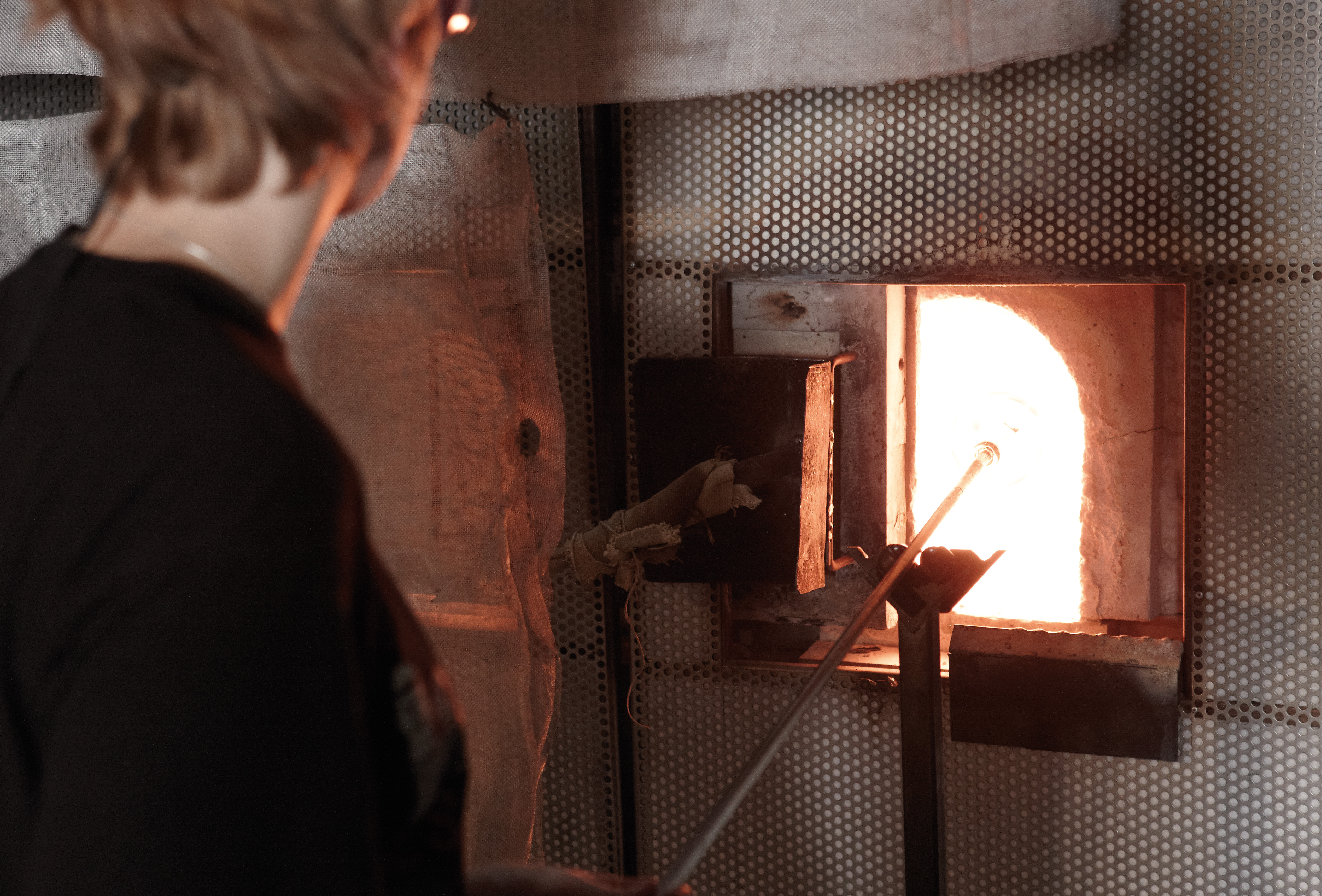
Institut für Künstlerische Keramik und Glas

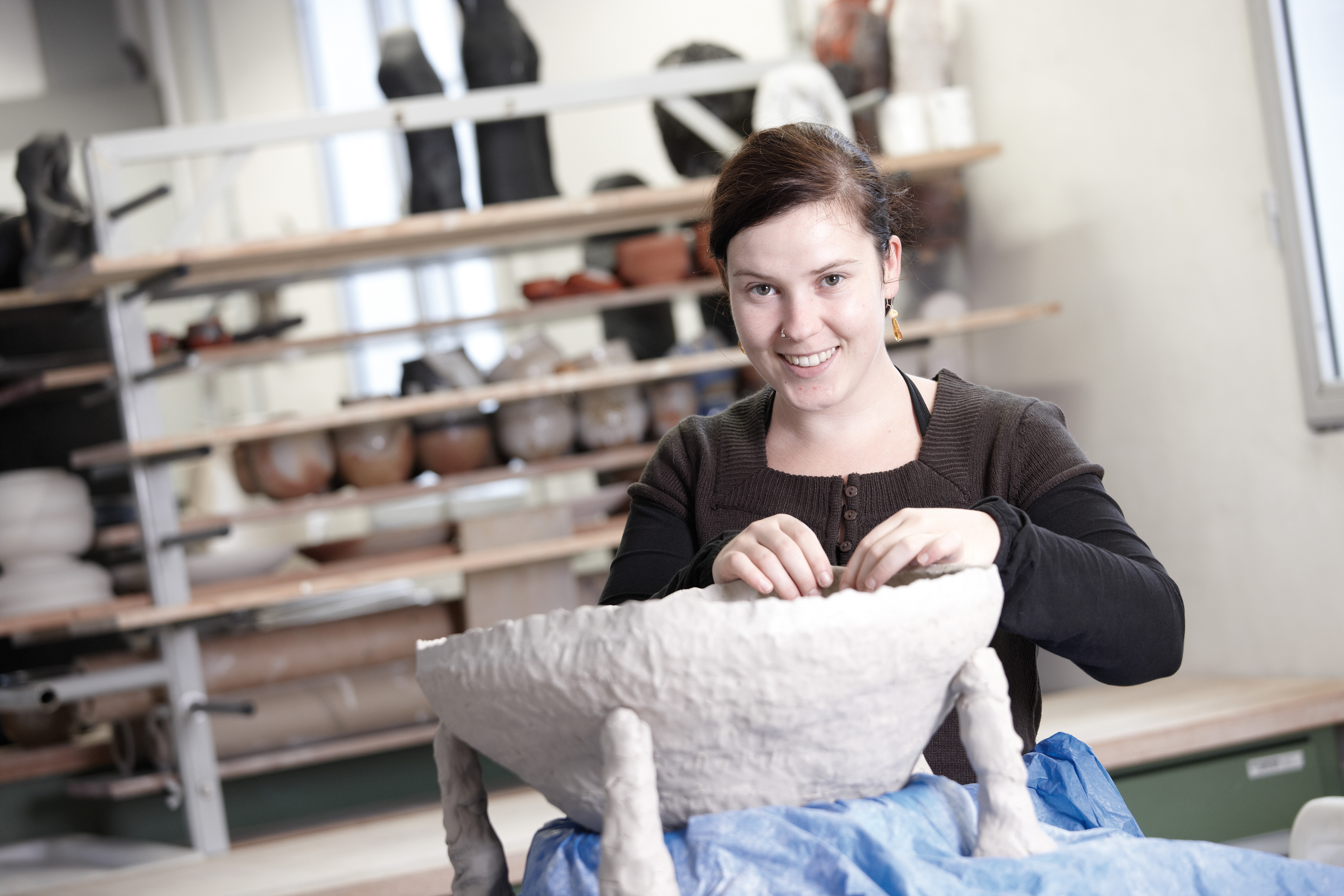
Institut für Künstlerische Keramik und Glas

### Campus Höhr-Grenzhausen
Die Wurzeln der keramischen Ausbildung der Hochschule Koblenz am Standort Höhr-Grenzhausen (Lage) reichen bis ins 19. Jahrhundert zurück. Heute sind dort die Fachrichtung Werkstofftechnik Glas und Keramik (Fachbereich bauen-kunst-werkstoffe) und das Institut für Künstlerische Keramik und Glas angesiedelt. Durch Kooperationen mit keramischen Einrichtungen in der unmittelbaren Nachbarschaft (z. B. dem Forschungsinstitut für anorganische Werkstoffe Glas/Keramik GmbH oder dem Feurfestinstitut DIFK) ergeben sich für Studierende weitere Ausbildungs- und Arbeitsmöglichkeiten.

## Geschichte der Hochschule
Mit Ausnahme des Studienganges „Werkstofftechnik Glas und Keramik“, dessen Wurzeln bis ins 19. Jahrhundert zurückreichen, liegen die Anfänge der Hochschule Koblenz in der Zeit unmittelbar nach Ende des Zweiten Weltkrieges. Viele Wohnungen und Industriebetriebe waren damals zerstört, der Bedarf an Gebrauchsgütern aller Art sehr groß. Für den Wiederaufbau mangelte es an ausgebildeten Technikern und Ingenieuren.
Um den Mangel an Bauingenieuren und Architekten zu beheben, gründete die Stadt Koblenz im Herbst 1948 eine Bauschule. Zwei behelfsmäßig hergerichtete Räume im ehemaligen Antonius-Kolleg des Kapuzinerklosters in Ehrenbreitstein dienten als erste Ausbildungsstätte. Mit Wirkung vom 15. September 1949 wurden die „Technischen Fachkurse Andernach“ und die Bauschule zusammengeführt und die sog. „Vereinigten Technischen Lehranstalten Koblenz“ nahmen zum Wintersemester 1949/50 den Lehrbetrieb auf. Elf hauptamtliche und sechs nebenamtliche Lehrkräfte unterrichteten in den drei Abteilungen Hochbau, Tiefbau und Maschinenbau insgesamt rund 300 Studenten. Zum Wintersemester 1951/52 kam die Fachrichtung Elektrotechnik hinzu.
Anfang der 70er Jahre entstand die Fachhochschule Rheinland-Pfalz, in welche die zwischenzeitlich verstaatlichte Koblenzer Ingenieurschule als eine von insgesamt sieben Abteilungen integriert wurde.
Im Zuge der Umstrukturierung erweiterte man 1971 das bisher rein technisch orientierte Lehrangebot um die Fachbereiche Betriebswirtschaft I und II sowie Sozialarbeit und Sozialpädagogik. Außerdem wurde die bisher selbständige Keramikausbildung in Höhr-Grenzhausen (seit 1879 „Keramische Fachschule“, 1953 „Höhere Fachschule“, 1957 „Ingenieur- und Werkschule“) 1971 als Fachbereich „Keramik“ der Abteilung Koblenz angegliedert. 1987 wurde das Institut für Künstlerische Keramik in Höhr-Grenzhausen gegründet. Seit dem 1. September 1996 existiert die Fachhochschule Rheinland-Pfalz nicht mehr. Sie wurde in sieben eigenständige Fachhochschulen in Bingen, Kaiserslautern, Koblenz, Ludwigshafen, Mainz, Trier und Worms umgewandelt.
Aufgrund einer Bürgerinitiative Ende 1987/Anfang 1988 wurde auf die zunächst beabsichtigte Erweiterung am Standort Alt-Karthause verzichtet und im Januar 1996 schließlich der Grundstein für den ersten Bauabschnitt des dringend notwendigen Neubaus gelegt. Nach rund zweieinhalb Jahren Bauzeit fanden die Fachbereiche „Maschinenbau“, „Elektrotechnik und Informationstechnik“ in dem neuen Gebäude an der Konrad-Zuse-Straße eine neue Heimat. Der Entwurf für das Gebäude stammt von dem Alzeyer Architekten Ernst Eichler, der den ersten Preis im 1990 ausgelobten Architekturwettbewerb errungen hatte. Die Jury lobte u. a. die schlüssige Gesamtform, die geschickte Anpassung an den Geländeverlauf, die gleichzeitig wohltuende und selbstbewusste Einfügung in die Landschaft.
Ebenfalls zum Wintersemester 1998/99 nahm die Fachhochschule Koblenz an ihrem neuen Standort in Remagen den Lehrbetrieb auf. Der RheinAhrCampus, der mit Mitteln des Bonn/Berlin-Ausgleichs finanziert wurde, ging mit den Studiengängen Gesundheits- und Sozialwirtschaft, Sportmanagement und Physikalische Technik an den Start. Im Wintersemester 1999/2000 folgten dort die Studiengänge Technische Betriebswirtschaft und Angewandte Mathematik.
Mit dem ersten Spatenstich wurde am 6. September 2005 der Startschuss für den rund 48 Millionen Euro teuren, wieder von Ernst Eichler geplanten zweiten Bauabschnitt in Koblenz gegeben. Am 25. November 2009 wurde mit der Einweihung dieses zweiten Bauabschnitts auf der Karthause ein weiterer Meilenstein erreicht. Damit sind alle vier Koblenzer Fachbereiche und die Verwaltung in einem Gebäudekomplex vereint.
Am 17. Juli 2012 wurde die Fachhochschule Koblenz in Hochschule Koblenz umbenannt.

### Hochschulleitung (Präsidenten)
Die bisherigen Präsidenten waren:
- Walter Mischke (1947 bis Juli 1971: Direktor der Staatlichen Ingenieurschule Koblenz und ihrer Vorgängereinrichtungen, bis ca. Juli 1972: Beauftragter in der Funktion des Präsidenten für die Fachhochschule des Landes Rheinland-Pfalz in Mainz)
- Alfons Fabry (Juli 1972 bis November 1983: Erster Abteilungsdekan der Abteilung Koblenz der Fachhochschule Rheinland-Pfalz)
- Hans-Dieter Kirschbaum (15. November 1983 bis 14. November 1991: Abteilungsdekan der Abteilung Koblenz der Fachhochschule Rheinland-Pfalz, 1. August 1997 bis 31. Juli 2001: Erster gewählter Präsident der Fachhochschule Koblenz)
- Helmut Schäfer (15. November 1991 bis 31. August 1996: Abteilungsdekan der Abteilung Koblenz der Fachhochschule Rheinland-Pfalz, 1. September 1996 bis 31. Juli 1997: Gründungsbeauftragter in der Funktion des Präsidenten für die selbstständige Fachhochschule Koblenz. Des Weiteren Gründungsbeauftragter für den neuen Fachhochschulstandort Kreis Ahrweiler (RheinAhrCampus).)
- Peter Frings (1. August 2001 – 7. April 2002: „Vorläufiger Präsident“ der Fachhochschule Koblenz, 8. April 2002 – 7. April 2008: Präsident der Fachhochschule Koblenz)
- Ingeborg Henzler (8. April 2008 – 31. August 2011: Präsidentin der Fachhochschule Koblenz)[11]
- Kristian Bosselmann-Cyran (1. September 2011 – 28. Februar 2022)[12]
- Karl Stoffel (seit 1. März 2022)

## Amateurfunk
Am Campus Koblenz betreibt die Amateurfunkgruppe PRGM einen Repeater des Highspeed Amateurradio Multimedia NETwork (HAMNET) mit dem Rufzeichen DB0MR.